# Коул Ран Вилиџ (Кентаки)
Коул Ран Вилиџ (енгл. Coal Run Village) град је у америчкој савезној држави Кентаки.

## Демографија
По попису из 2010. године број становника је 1.706, што је 1.129 (195,7%) становника више него 2000. године.
| Група             | 2000.       | 2010.         |
| Белци             | 542 (93,9%) | 1.628 (95,4%) |
| Афроамериканци    | 1 (0,2%)    | 18 (1,1%)     |
| Азијати           | 18 (3,1%)   | 37 (2,2%)     |
| Хиспаноамериканци | 14 (2,4%)   | 11 (0,6%)     |
| Укупно            | 577         | 1.706         |